# Báthori Tibor
Báthori Tibor (Tarcal, 1954 – 2004 nyara) magyar kertészmérnök, borász, aki 1992-ben másodikként nyerte el az év bortermelője címet. Szinte egy személyben az ő nevéhez fűződik az Etyek–Budai borvidék és az akkor még szinte újdonságnak számító chardonnay szőlőfajta nevének országosan ismertté tétele a magyarországi rendszerváltás körüli években, de úttörő volt a modern, reduktív-hűtött borkészítési technológiák hazai meghonosítása terén is.

## Élete

### Pályakezdés
1954-ben született a tokaji borvidékhez tartozó Tarcalon, még gyerekkorában, apjától tanulta meg a szőlő szeretetét. Nagyapja a község korábbi bírója, majd tanácselnöke, egyben maga is szőlőbirtokos volt; apja, Báthori Béla géplakatosi képesítésű „ezermester” volt, aki már az 1950-es évek elejétől a tarcali Szőlészeti és Borászati Kutatóintézetben dolgozott. Ő maga érettségi után kertészmérnöknek tanult a Kertészeti és Élelmiszeripari Egyetemen, de már egyetem mellett dolgozni kezdett: egyik szőlészeti tanára Zilai János professzor ajánlására felvették a Hungarovin etyeki telepére szőlésznek. Diplomázása után nem sokkal, 1979-ben telepvezető lett, a nyolcvanas évek derekán pedig már a vállalat felső vezetésének tagja volt.

### A Hungarovinnál
A hazai pezsgőgyártás piacvezető szereplőjének számító Hungarovinnél abban az időben még az a szemlélet uralkodott, hogy a pezsgőnél, így a pezsgőalapboroknál sem számít a termőhely és a fajta sem bírt különösebb jelentőséggel. Báthori viszont úgy tapasztalta, hogy az akkori etyeki pezsgőalapborok kifejezetten rossz minőségűek, extrém módon savasak, ezért az ő javaslatára, az 1981 és 1991 között ott beültetett 1200 hektár szőlőterület jelentős részére (300 hektárra) chardonnay-t, később juhfarkot és sauvignon blanc-t telepítettek, mivel külföldi tanulmányútjai alapján ezeket az itthon alig ismert fajtákat kifejezetten ígéretesnek találta.
Nem csak szőlészként, de lobbistaként is tevékenykedett ebben az időben: Gombai Nagy Tiborral együtt sikeres pályázati anyagot állított össze azzal a céllal, hogy az elfogadás előtt álló bortörvény-módosítással az addig mostohán kezelt Buda-környéki szőlőterületeket minősítse a jogszabály önálló borvidékké. Kezdeményezésük még 1989-ben eredményre vezetett, így a következő évtől az Etyek–Budai borvidék megkapta ezt a rangot.

### Az önállóvá válás és a legnagyobb sikerek
A rendszerváltás évében a Henkell & Söhnlein – a cég adósságainak átvállalása fejében – privatizálta a Hungarovint, és közvetve e tranzakció révén vált önállóvá Báthori Tibor is. A fiatal borász ugyanis ez idő tájt Kaliforniában járt tanulmányúton, ahol először látott reduktív érlelési technológiát használó, a technológiai láncban végig rozsdamentes eszközökkel dolgozó borászatot – ahol ráadásul a bor is illatosabb volt minden, általa korábban tapasztaltnál –, és elhatározta, hogy ezt valahogy ő is meg akarja valósítani idehaza, egy saját kis üzem keretén belül. Ebben nagy segítségére volt egyik borász kollégája, Szabó György, aki később, nyugdíjba vonulásáig a Haraszty-Vallejo pince főborászaként tevékenykedett.
Az önálló indulás sikerében nagy része volt annak, hogy az 1990-es évjárat kiváló volt, de annak is, hogy Báthori első önálló chardonnay-ját egy magyar szakember ajánlására beválasztották a Barton et Guestier kereskedőcég kóstolójára meglepetésbornak – óriási sikerrel. A váratlanul kedvező fogadtatás és a bőven érkező bevétel hatására Báthori igen nagy ívű fejlesztésekbe fogott: borászatának tárolótere az 1991-es százhúsz hektoliterről három év alatt kétezer hektoliterre növekedett. Akkori sikerei mértékét felidézve egy interjújában arról beszélt: ez idő tájt többek között a brit uralkodói ház rendelt a boraiból, Báthori-bort ittak a Formula 1 fogadásán és Mick Jagger koncertje után is. A díj megalapítását követő évben, 1992-ben ő nyerte el az év bortermelője címet.

### A kudarc
A felkapott vállalkozás gyors ütemű fejlesztésének azonban váratlan véget vetett egy csúfos kudarc, amikor is egy 40.000 palackból álló tételt minőségi kifogásra hivatkozva nem vett át az angliai megrendelő. Maga Báthori Tibor nem tudott magyarázatot adni a kifogásra, főleg mert állítása szerint az általuk használt technológiával nem keletkezhetett a borban, és nem is kerülhetett bele az angolok által reklamált borhibát okozó kálium-szorbát. A fiaskóban mindenesetre Báthori cége, a Vinum Bonum Kft. lényegében tönkrement, felszámolási eljárása 1996-ban fejeződött be.

### Utolsó évei
A Vinum Bonum felszámolása után évekig csak kisebb-nagyobb tételekkel próbálkozott, korábbi barátai és munkatársai segítségével. 2001-ben a gyöngyösi Borpalota bízta meg azzal, hogy építse fel a pince borászati technológiáját. Emellett azt tervezte, hogy Tarcalon, egy kifejezetten e céllal megszerzett szőlőterületen elkészíti a számára eszményi bort, egy hat puttonyos muskotályos aszú Báthori Tibor-féle változatát, az erre kiszemelt szaporítóanyaggal. Akkori nyilatkozata szerint ezen ültetvénye 2006-ban fordult volna termőre, így a remélt hatputtonyos aszú először nyolc év múlva – hat évet számítva a puttonyszám, további kettőt az érés miatt –, 2014-re, a 60. születésnapjára készülhetett volna el. Korai halála miatt azonban ebből semmi sem válhatott valóra: 2004 nyarán, alig 50 évesen hunyt el.

## Emlékezete
- Az Alexandra Könyvkiadó 2004-ben emlékkönyvet jelentetett meg a tiszteletére, Magyar borászok – Báthori Tibor címmel, a kötet szerzője Dlusztus Imre volt.